# لایو ۸

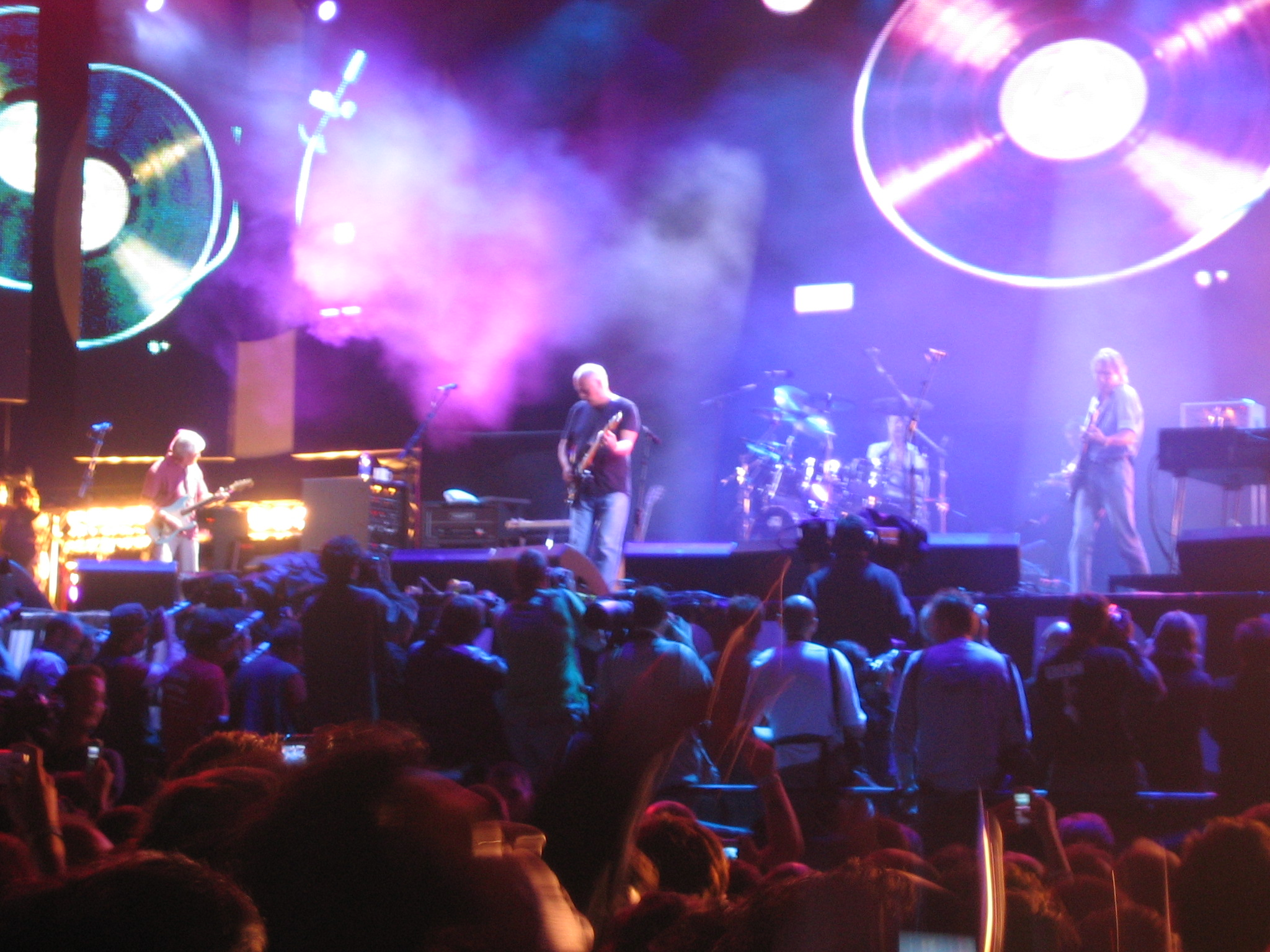
گروه پینک فلوید در حال اجرای برنامه در لایو ۸، لندن

لایو ۸ (به انگلیسی: Live 8) نام یک‌سری کنسرت‌های خیریه جهانی بود که در ۲ ژوئیه ۲۰۰۵ در کشورهای گروه هشت و آفریقای جنوبی برگزار شد. هدف از این کنسرت‌ها که همزمان با برگزاری اجلاس سران جی۸ بود، علاوه بر جمع‌آوری کمک‌های مالی برای مردم فقیر آفریقا، جلب توجه جهانی به این موضوع بود. پس از این مجموعه کنسرت در ۷ ژوئیه، سران کشورهای جی۸ توافق کردند تا میزان کمک به ملت‌های فقیر را از ۲۵ میلیارد دلار به ۵۰ میلیارد دلار تا سال ۲۰۱۰ افزایش دهند.
در این کنسرت‌ها که تعداد زیادی از گروه‌ها و خوانندگان شرکت داشتند، گروه‌های معروف موسیقی مانند پینک فلوید، پت شاپ بویز، یو ۲ و همچنین خوانندگانی چون مدونا، رابی ویلیامز و دایدو به اجرای برنامه پرداختند.